# ميراندا فريكر
ميراندا فريكر (مواليد 12 مارس 1966) (بالإنجليزية: Miranda Fricker)‏ فيلسوفة إنجليزية، أستاذة الفلسفة في مركز الدراسات العليا بجامعة مدينة نيويورك. 
صاغت فريكر مصطلح «الظلم المعرفي» (Epistemic injustice).
هي أيضًا أستاذة باحثة في الفلسفة بدوام جزئي في جامعة شيفيلد.